# グーフィーのスキー教室
『グーフィーのスキー教室』（グーフィーのスキーきょうしつ、原題：The Art of Skiing）は、ウォルト・ディズニー・プロダクション（現：ウォルト・ディズニー・カンパニー）が製作した1941年11月14日公開のアニメーション短編映画作品。グーフィーの短編映画シリーズの4作目である。グーフィーの教室シリーズの第2作目。
現在のグーフィーの象徴の一つである「グーフィーの叫び」（"Goofy holler"）が使用された最初の作品でもある（もとは劇中でHannes Schrollが歌うヨーデルの一部であった）。

## あらすじ
グーフィーがスキーに挑戦する様子をナレーションが解説をする。

## スタッフ
- 製作：ウォルト・ディズニー
- 監督：ジャック・キニー

## キャスト
| キャラクター | 原語版               | 旧吹き替え版 | 新吹き替え版 |
| ------------ | -------------------- | ------------ | ------------ |
| グーフィー   | ジョージ・ジョンソン | 小山武宏     | -            |
| ナレーター   | ジョン・マクリーシュ | 江原正士     | 大平透       |

※新吹き替え版は同一キャストながら「ジミニー・クリケットのクリスマス」に収録されているものと現在Disney+で配信されている「ディズニー・コメディ・タイム」のもので微妙に訳が違う。

## 日本での公開

### 収録
- 「ゆかいな仲間たちグーフィーのオリンピック」
- 「ミッキーのクリスマス・カウントダウン」
- 「ミッキーのクリスマスキャロル 30th Anniversary Edition」